# Less (Unix)
less – program konsoli Uniksa, wyświetlający duże ilości tekstu w sposób przystępny dla użytkownika (tzw. pager). W odróżnieniu od more zezwala na nawigację po pliku w obu kierunkach w dowolnym momencie. W przeciwieństwie do vi, który także może być używany do wyświetlania plików, less nie wczytuje całego pliku przy starcie, dzięki czemu szybciej wczytuje duże pliki.
Gdy less wyświetla dane na terminalu, są one wyświetlane ekran po ekranie z możliwością nawigacji. Jeżeli standardowym wyjściem nie jest terminal, a jest ono np. przekierowane poprzez potok do innego programu, less zachowuje się jak cat.

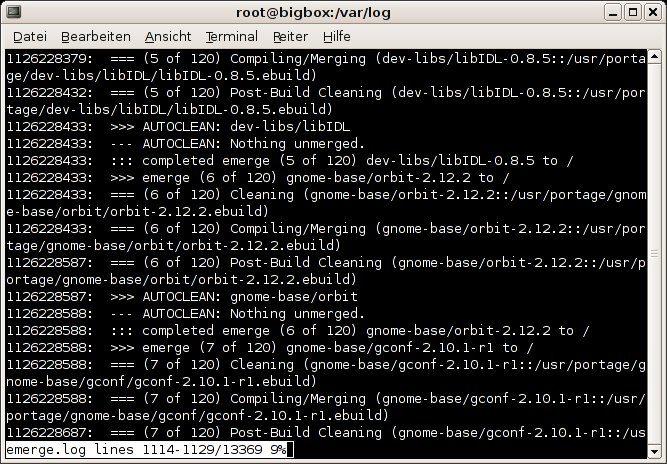
Less w działaniu

## Historia
less został stworzony przez Marka Nudelmana w latach 1983–1985 z powodu braku możliwości przewijania do tyłu w more. Nazwa (ang. less – mniej) powstała wskutek żartów, mówiących że less to odwrotne more (ang. more – więcej).
Obecnie less jest częścią projektu GNU i jest dołączany do większości systemów bazujących na Uniksie.

## Wywołanie
```
less 
[opcje]
 
nazwa pliku
```

### Opcje i komendy
less może być uruchomiony z opcjami, które zmieniają jego zachowanie. Te opcje mogą się różnić między systemami. Podczas gdy less wyświetla plik, mogą być użyte komendy dotyczące wyświetlanych danych, np. wyszukiwanie czy nawigacja. Komendy te bazują zarówno na komendach programów vi jak i more.

### Opcje
| Opcja | Znaczenie                                             |
| ----- | ----------------------------------------------------- |
| -g    | Podświetla wyniki wyszukiwania.                       |
| -I    | Włącza wyszukiwanie bez rozróżniania wielkości liter. |
| -M    | Wyświetla informacje o przeglądaniu                   |
| -N    | Wyświetla numery linii.                               |
| -S    | Wyłącza zawijanie długich linii.                      |

### Komendy
| Komenda                                                | Znaczenie |
| ------------------------------------------------------ | --- |
| - Klawisze strzałek - Page Down - Page Up - End - Home | Nawigacja |
| Spacja f Ctrl+F Ctrl+V                                 | Następna strona |
| b Ctrl+B Esc+v                                         | Poprzednia strona |
| j e Enter Ctrl+E Ctrl+N                                | Następna linia |
| k y Ctrl+Y Ctrl+P Ctrl+K                               | Poprzednia linia |
| g                                                      | Pierwsza linia |
| G                                                      | Ostatnia linia |
| ng                                                     | Przeskocz do linii o numerze n |
| /wzorzec                                               | Wyszukaj dane pasujące do wzorca. Istnieje możliwość użycia wyrażeń regularnych.                                                                          |
| n                                                      | Przeskocz do następnych pasujących danych. |
| N                                                      | Przeskocz do poprzednich pasujących danych. |
| &wzorzec                                               | Wyświetl jedynie linie pasujące do wzorca |
| mlitera                                                | Oznacz obecną pozycję literą. |
| 'litera                                                | Przejdź do pozycji oznaczonej literą |
| r Ctrl+R Ctrl+L                                        | Odświeża ekran |
| s                                                      | Zapisz obecne dane do pliku. |
| = lub Ctrl + G                                         | Informacje o pliku |
| h lub H                                                | Pomoc |
| q :q Q :Q ZZ                                           | Zakończenie działania less |
| F                                                      | Przejście do trybu logów. Przechodzi na koniec pliku i śledzi zmiany. Jeśli pojawią się nowe linie zostają wyświetlone. Wyjście z tego trybu przez Ctrl+c |

## Przykłady
less -M readme.txtOdczytaj plik o nazwie readme.txt
less katalogWyświetla zawartość katalogu w less. Jest to równoważne z ls -la katalog | less.
less +F /var/log/mail.logTryb śledzenia dla logów. Wyświetla na bieżąco ostatnie zmiany w pliku.
file * | lessWyświetlenie zawartości katalogu z określeniem typu i kodowania plików.